# 泪壺
『泪壺』（なみだつぼ）は、渡辺淳一の短編小説。『オール讀物』1988年6月号に掲載された。2001年に同作を所収した同名の短編小説集が講談社より発行された。同作を原作とし、2008年に公開された日本映画についても記述する。 

## 映画版
2008年3月1日に、銀座シネパトス、K's cinemaにて劇場公開された。
本編のDVDは、6月27日にハピネットから発売された。R15+指定作品。

### 出演
- 小島可奈子 - 朋代
- いしだ壱成 - 雄介
- 佐藤藍子 - 愁子
- 菅田俊 - 周吾
- 及川以造 - 斯波
- 西村みずほ - 朋代の子供時代
- 染谷将太 - 雄介の子供時代
- 高山紗希 - 愁子の子供時代[1]
- 三浦誠己 - 皆川
- 佐々木ユメカ - 麻子
- 蒼井そら - カノジョ
- 柄本佑 - 堂本
- 嘉門洋子
- 七世一樹

### スタッフ
- 監督：瀬々敬久
- 原作：渡辺淳一
- 脚本：佐藤有記
- 企画：加藤東司
- プロデューサー：小貫英樹
- 製作：松下順一
- 撮影：鍋島淳裕
- 照明：三上日出志
- 録音：小宮元
- 編集：滝沢雄作
- 美術：松本知恵
- 音楽：清水真理
- 助監督：村田啓一郎
- 配給：アートポート

### エンディングテーマ
- 「花心〜Lullaby〜」沢田知可子